# Fernando Correa
Fernando Correa, vollständiger Name Fernando Edgardo Correa Ayala, (* 6. Januar 1974 in Montevideo) ist ein ehemaliger uruguayischer Fußballspieler.

## Spielerkarriere

### Verein
Der 1,79 Meter große Offensivakteur „Petete“ Correa stand von 1989 bis 1995 im Kader des uruguayischen Erstligisten River Plate Montevideo. In der Saison 1995/96 folgte eine Station bei Atlético Madrid. Bei den Madrilenen sind neun Einsätze (kein Tor) in der Primera División für ihn verzeichnet. Allerdings stand er dabei lediglich einmal in der Startelf, konnte jedoch am Saisonende sowohl den Meisterschaftsgewinn als auch den Sieg in der Copa del Rey mit seinem Team verbuchen. Die beiden Folgespielzeiten verbrachte er zunächst auf Leihbasis mit 1997 gezogener Kaufoption in Reihen von Racing Santander. Dort erhielt er bedeutend mehr Einsatzzeit und bestritt 72 Ligaspiele, in denen er 27 Treffer erzielte. Ab der Saison 1998/99 stand er fünf Spielzeiten in Folge abermals bei Atlético Madrid unter Vertrag. 132 Spiele und 33 Tore stehen in diesem Karriereabschnitt für ihn zu Buche. Während dieser Phase in Madrid stieg er 2000 mit Atlético aus der Primera División ab. Zwei Jahre später gelang die Rückkehr ins spanische Fußballoberhaus. Von 2003 bis 2005 schloss er sich RCD Mallorca an und traf achtmal in 36 Ligabegegnungen. Seine letzte Saison auf der iberischen Halbinsel bestritt Correa 2005/06 für Real Valladolid. Nach lediglich sechs absolvierten Partien für den Zweitligisten, in denen er ein Tor schoss, kehrte er für die Apertura 2006 zu River Plate Montevideo zurück. Dort lief er in jener Halbserie zehnmal in der Primera División auf (kein Tor). Andere Quellen führen lediglich drei Einsätze für Correa. 2007 folgte ein Engagement in China bei Shanghai Shenhua (drei Spiele/kein Tor). Die Spielzeiten 2007/08 und 2008/09 verbrachte er in Reihen des Club Atlético Peñarol. Von der Clausura 2008 bis in die Clausura 2009 ist in 21 Ligapartien sein Mitwirken belegt. Dabei traf er dreimal ins gegnerische Tor. Auch spielte er einmal in der Copa Libertadores. Anschließend stand er bis 2011 erneut im Kader River Plate Montevideos. Über diese Spielzeiten verteilt kam er dort 35-mal in der Primera División zum Zuge, bei denen sieben Tore für ihn ausgewiesen werden. Zwei Tore in zwei Spielen der Copa Sudamericana fügte er ebenfalls seiner Einsatzstatistik hinzu.

### Nationalmannschaft
Correa gehörte der uruguayischen U-20-Auswahl bei der U-20-Südamerikameisterschaft 1992 in Kolumbien an. Uruguay schloss das Turnier als Vize-Südamerikameister ab. Im Verlaufe des Turniers wurde er von Trainer Ángel Castelnoble sechsmal (fünf Tore) eingesetzt. Im Folgejahr trat er mit dem erneut von Castelnoble trainierten Team ebenfalls bei der Junioren-Weltmeisterschaft 1993 an und erreichte das Viertelfinale. Dort musste man sich dem Gastgeber Australien geschlagen geben. Im Verlaufe des Turniers wurde er viermal eingesetzt und schoss zwei Tore. Correa debütierte am 19. Oktober 1994 unter Trainer Héctor Núñez in der A-Nationalmannschaft. Er wurde beim Spiel gegen Peru im Rahmen der Copa Juan Parra del Riego in der 78. Spielminute für Darío Silva eingewechselt. Bis zu seinem zweiten Länderspieleinsatz musste er dann rund dreieinhalb Jahre warten, als er schließlich im Freundschaftsspiel gegen Chile am 24. Mai 1998 von Víctor Púa in die Startelf beordert wurde. Erneut vergingen fast sechs Jahre, ehe er seine beiden letzten Länderspiele unter der Ägide von Juan Ramón Carrasco am 18. Februar 2004 im Freundschaftsspiel gegen Jamaika und am 31. März 2004 im WM-Qualifikationsspiel gegen Venezuela jeweils als Einwechselspieler absolvierte. Ein Länderspieltor erzielte er im Laufe seiner Karriere nicht. Weitere Länderspielberufungen erhielt er auch deshalb nicht mehr, da er am 31. März 2004 in einer Doping-Analyse des Kokainkonsums überführt und in der Folge sowohl von der FIFA als auch von der AUF für ein Jahr bis 2005 gesperrt wurde.

### Erfolge
- Spanischer Meister 1995/96
- Copa del Rey 1995/96

## Trainerlaufbahn
2011 wurde er im Trainergespann von Diego Alsonso Co-Trainer beim Club Atlético Bella Vista. Als am 18. Juni 2013 Alonso dann das Traineramt bei Peñarol übernahm, gehörte Correa gemeinsam mit Edgardo Adinolfi sowie Fernando González als Torwarttrainer dessen Trainerteam als Assistenztrainer an.